# Liste der Naturdenkmale in Minfeld
Die Liste der Naturdenkmale in Minfeld nennt die im Gemeindegebiet von Minfeld ausgewiesenen Naturdenkmale (Stand 17. April 2013).

## Naturdenkmale
| Nr.         | Bezeichnung | Lage                       | Beschreibung                                         | Bild            |
| ----------- | ----------- | -------------------------- | ---------------------------------------------------- | --------------- |
| ND-7334-176 | Kaiserulme  | Kirchgasse, bei Nr. 2 Lage | auch Der Lindenbaum; Ulmus glabra, um 1800 gepflanzt | Fotos hochladen |